# Jan Kordos
Jan Kordos (ur. 1 stycznia 1930 w Wilczycach k. Sandomierza, zm. 29 listopada 2021 w Warszawie) – polski statystyk, prof. dr hab. nauk ekonomicznych.

## Życiorys
W 1950 zdał egzamin dojrzałości w I Liceum Ogólnokształcącym – Collegium Gostomianum w Sandomierzu. W latach 1950–1953 studiował matematykę na Uniwersytecie Jagiellońskim w Krakowie, a w latach 1953-1955 – statystykę matematyczną na Uniwersytecie Wrocławskim.  Na tej ostatniej uczelni uczęszczał na seminarium magisterskie współtwórcy polskiej szkoły matematycznej i propagatora zastosowań matematyki, prof. Hugona Steinhausa, którego był także asystentem przez pewien okres po ukończeniu studiów. W 1964 r. jako stypendysta ONZ studiował przez 6 miesięcy na Uniwersytecie w Cambridge (Cambridge University, Department of Applied Economics) w zakresie zastosowania metod statystycznych. 6 kwietnia 1965 w Wyższej Szkole Ekonomicznej w Katowicach (obecnie Uniwersytet Ekonomiczny w Katowicach) obronił pracę doktorską Ekonometryczne modele rozkładu dochodów ludności, napisaną pod kierunkiem prof. dr. hab. Zbigniewa Pawłowskiego. 3 lipca 1973 habilitował się na tej samej uczelni na podstawie dorobku naukowego i pracy zatytułowanej Metody analizy i prognozowania rozkładów płac i dochodów ludności. 19 kwietnia 1990 nadano mu tytuł profesora w zakresie nauk ekonomicznych.
Od 1955 pracował w Głównym Urzędzie Statystycznym, początkowo jako statystyk–matematyk, a następnie naczelnik Wydziału Metodologii Badań w Departamencie Warunków Bytu. W latach 1966–1981 był zatrudniony w Zakładzie Badań Statystyczno-Ekonomicznych GUS i PAN. W latach 1981–1992 piastował stanowisko dyrektora Departamentu Badań Społecznych i Demograficznych GUS. W latach 1992–1996 pełnił funkcję wiceprezesa GUS. Przez ponad 40 lat brał czynny udział w pracach Komisji Matematycznej GUS: był jej sekretarzem naukowym, później zastępcą przewodniczącego, a w 1990 – przewodniczącym.
W latach 70., 80. i 90. XX w. pracował jako ekspert lub konsultant Organizacji Narodów Zjednoczonych do spraw Wyżywienia i Rolnictwa, Banku Światowego, Eurostatu i Wydziału Statystyki ONZ w Etiopii, Nepalu, Chinach i krajach nadbałtyckich. Od 1974 był członkiem wybieralnym Międzynarodowego Instytutu Statystycznego (International Statistical Institute – ISI) oraz dwóch jego stowarzyszeń: Międzynarodowej Organizacji Edukacji Statystycznej (International Association for Statistical Education – IASE) i Międzynarodowej Organizacji Statystyków Badawczych (International Association of Survey Statisticians – IASS).
Współinicjował wznowienie działalności Polskiego Towarzystwa Statystycznego w 1981 i piastował funkcję jego prezesa w latach 1985–1994. W 2005 otrzymał tytuł honorowego członka Towarzystwa. W 1993 założył międzynarodowe czasopismo statystyczne w języku angielskim "Statistics in Transition" (obecnie "Statistics in Transition – new series"). Był jego redaktorem naczelnym w latach 1993–2007.
Pracował na Wydziale Zarządzania Wyższej Szkoły Ekologii i Zarządzania w Warszawie, oraz w Instytucie Statystyki i Demografii, Kolegium Analiz Ekonomicznych Szkoły Głównej Handlowej w Warszawie, a także był członkiem Komitetu Nauk o Pracy i Polityce Społecznej na I Wydziale – Nauk Społecznych Polskiej Akademii Nauk.
Został zatrudniony na stanowisku profesora zwyczajnego w Katedrze Zarządzania na Wydziale Menedżerskim i Nauk Technicznych Wyższej Szkoły Menedżerskiej w Warszawie. Opublikował 5 książek i ponad 300 artykułów naukowych, w tym około 30% w języku angielskim.
W 1989 został odznaczony Krzyżem Komandorskim Orderu Odrodzenia Polski.
Zmarł 29 listopada 2021.